# Ас-Сальмія
Спортивний клуб «Ас-Сальмія» або просто «Ас-Сальмія» (араб. نادي السالمية الرياضي) — професіональний кувейтський футбольний клуб з міста Сальмія, заснований в 1964 році. Свої домашні поєдинки команда проводить на стадіоні «Тамір». Загалом спортивний клуб курує десять видів спорту: футбол, волейбол, настільний теніс, теніс, сквош, фехтування, дзюдо, тхеквондо, карате та легка атлетика.

## Історія
Футбольний клуб було засновано 1964 року і відразу команда стала виступати у вищому дивізіоні національного чемпіонату, зайнявши у дебютному для себе розіграшів 1964/65 4 місце з 6 команд. У сезоні 1980–81 команда вперше стала чемпіоном Катару і в подальшому повторювала це досягнення у розіграшах 1994–95, 1997–98, 1999–00 та 2007–08 років. Також клуб здобував і кубкові національні трофеї, зокрема Кубок Еміра Кувейту у сезонах 1992–93 та 2000–01, а також Кубок наслідного принца Кувейту у розіграшах 2000–01 та 2015–16.
1999 року клуб здобув найбільшого міжнародного успіху, ставши срібним призером Клубного кубка чемпіонів Перської затоки.

## Досягнення

### Національні
- Прем'єр-ліга
  -  Чемпіон (5): 1980–81, 1994–95, 1997–98, 1999–00, 2007–08

- Кубок Еміра Кувейту
  -  Володар (2): 1992–93, 2000–01

- Кубок наслідного принца Кувейту
  -  Володар (2): 2000–01, 2015–16

- Кубок Аль-Хурафі
  -  Володар (1): 1999–00

### Міжнародні
- Клубний кубок чемпіонів країн Перської затоки
  -  Фіналіст (1): 1999

## Відомі гравці
| - Махбуб Джума'а - Фахад Аль-Хаджері - Андре Маканга | - Вампета - Глаусіо - Марклей Сантос | - Мохамед Хусейн - Султан Аль-Тукі - Тарек Хаттаб |

## Головні тренери
| Роки                       | Тренер              | Громадянство         |
| -------------------------- | ------------------- | -------------------- |
| 1991–94                    | Жилдо Родрігес      | Бразилія             |
| 1995–96                    | Девід Робертс       | Англія               |
| 1996                       | Салех Аль-Асфур     | Кувейт               |
| 1998                       | Александру Молдован | Румунія              |
| 1999–00                    | Вільям Томас        | Бельгія              |
| 2000–01                    | Іван Булян          | Хорватія             |
| 2001                       | Адель Абдул Набі    | Кувейт               |
| 2001–03                    | Альфред Рідль       | Австрія              |
| 2005                       | Улі Масло           | Німеччина            |
| 2005–06                    | Салех Аль-Асфур     | Кувейт               |
| 2006–07                    | Шандор Егерварі     | Угорщина             |
| 2007–08                    | Мануел Гомеш        | Португалія           |
| 2008                       | Мохаммед Ібрагем    | Кувейт               |
| 2008 – червень 2009        | Міхай Стойкіце      | Румунія              |
| червень — жовтень 2009     | Салех Закарія       | Кувейт               |
| жовтень 2009 — березень 10 | Тамаш Крівіц        | Угорщина             |
| березень — травень 2010    | Салех Закарія       | Кувейт               |
| травень 2010 - лютий 2011  | Зіяд Швракич        | Боснія і Герцеговина |
| лютий 2011 - грудень 2011  | Мухаммад Карам      | Кувейт               |
| грудень 2011 - липень 2013 | Санжин Алагіч       | Боснія і Герцеговина |
| липень 2013 — лютий 2014   | Міхай Стойкіце      | Румунія              |
| лютий 2014 — лютий 2017    | Мохаммед Дехеліс    | Кувейт               |
| лютий 2017 — червень 2018  | Абдель Азіз Хамада  | Кувейт               |
| червень 2018–              | Мілуд Хамді         | Алжир                |